# Grand Prix schansspringen 2007
De Grand Prix schansspringen 2007 ging op 11 augustus 2007 van start in het Duitse Hinterzarten en eindigde op 6 oktober 2007 in het Duitse Klingenthal. De Grand Prix bestond dit seizoen uit 10 individuele wedstrijden en één wedstrijd voor landenteams.

## Uitslagen en standen

### Kalender
| Datum                           | Plaats                          | Schans                          | Opmerking                       | Eerste                                                                             | Tweede                                                       | Derde                                                         |
| ------------------------------- | ------------------------------- | ------------------------------- | ------------------------------- | ---------------------------------------------------------------------------------- | ------------------------------------------------------------ | ------------------------------------------------------------- |
| 11.8.2007                       | Hinterzarten                    | HS108                           | Team                            | Oostenrijk Wolfgang Loitzl Thomas Morgenstern Andreas Kofler Gregor Schlierenzauer | Finland Janne Happonen Harri Olli Kalle Keituri Janne Ahonen | Tsjechië Antonín Hájek Roman Koudelka Martin Cikl Jakub Janda |
| 4-Nations-Grand-Prix:           |                                 |                                 |                                 |                                                                                    |                                                              |                                                               |
| 12.8.2007                       | Hinterzarten                    | HS108                           |                                 | Thomas Morgenstern                                                                 | Adam Małysz                                                  | Gregor Schlierenzauer                                         |
| 14.8.2007                       | Courchevel                      | HS132                           |                                 | Bjørn Einar Romøren                                                                | Adam Małysz                                                  | Georg Späth                                                   |
| 16.8.2007                       | Pragelato                       | HS140                           | Avond                           | Gregor Schlierenzauer                                                              | Thomas Morgenstern                                           | Adam Małysz                                                   |
| 18.8.2007                       | Einsiedeln                      | HS117                           |                                 | Thomas Morgenstern                                                                 | Adam Małysz                                                  | Jernej Damjan                                                 |
| Eindstand 4-Nations-Grand-Prix: | Eindstand 4-Nations-Grand-Prix: | Eindstand 4-Nations-Grand-Prix: | Eindstand 4-Nations-Grand-Prix: | Thomas Morgenstern                                                                 | Adam Małysz                                                  | Gregor Schlierenzauer                                         |
| 24.8.2007                       | Zakopane                        | HS134                           | Avond                           | Thomas Morgenstern                                                                 | Wolfgang Loitzl                                              | Adam Małysz                                                   |
| 25.8.2007                       | Zakopane                        | HS134                           | Avond                           | Adam Małysz                                                                        | Thomas Morgenstern                                           | Wolfgang Loitzl                                               |
| 8.9.2007                        | Hakuba                          | HS131                           |                                 | Andreas Küttel                                                                     | Shohei Tochimoto                                             | Noriaki Kasai                                                 |
| 9.9.2007                        | Hakuba                          | HS131                           |                                 | Shohei Tochimoto                                                                   | Andreas Küttel                                               | Noriaki Kasai                                                 |
| 3.10.2007                       | Oberhof                         | HS140                           |                                 | Kamil Stoch                                                                        | Jernej Damjan                                                | Thomas Morgenstern                                            |
| 6.10.2007                       | Klingenthal                     | HS140                           |                                 | Gregor Schlierenzauer                                                              | Pavel Karelin                                                | Anders Jacobsen                                               |

### Grand-Prix standen

#### Eindstand Grand-Prix individueel
| #  | Atleet                | Land | Punten |
| -- | --------------------- | ---- | ------ |
| 1  | Thomas Morgenstern    | AUT  | 569    |
| 2  | Adam Małysz           | POL  | 460    |
| 3  | Gregor Schlierenzauer | AUT  | 417    |
| 4  | Andreas Küttel        | SUI  | 362    |
| 5  | Jernej Damjan         | SLO  | 303    |
| 6  | Wolfgang Loitzl       | AUT  | 299    |
| 7  | Shohei Tochimoto      | JPN  | 273    |
| 8  | Simon Ammann          | SUI  | 271    |
| 9  | Andreas Kofler        | AUT  | 230    |
| 10 | Georg Späth           | GER  | 199    |

#### Eindstand Grand-Prix landenteams
| #  | Land        | Punten |
| -- | ----------- | ------ |
| 1  | Oostenrijk  | 2159   |
| 2  | Polen       | 990    |
| 3  | Duitsland   | 901    |
| 4  | Zwitserland | 895    |
| 5  | Japan       | 866    |
| 6  | Finland     | 845    |
| 7  | Rusland     | 599    |
| 8  | Tsjechië    | 506    |
| 9  | Slovenië    | 497    |
| 10 | Noorwegen   | 456    |